# راي سيتي
راي سيتي (بالإنجليزية: Ray City, Georgia)‏ هي مدينة تقع في مقاطعة بيرين، جورجيا بولاية جورجيا في الولايات المتحدة. تبلغ مساحة هذه المدينة 2.1 (كم²)، وترتفع عن سطح البحر 58 م، بلغ عدد سكانها 746 نسمة في عام 2010 حسب إحصاء مكتب تعداد الولايات المتحدة.

## معرض صور

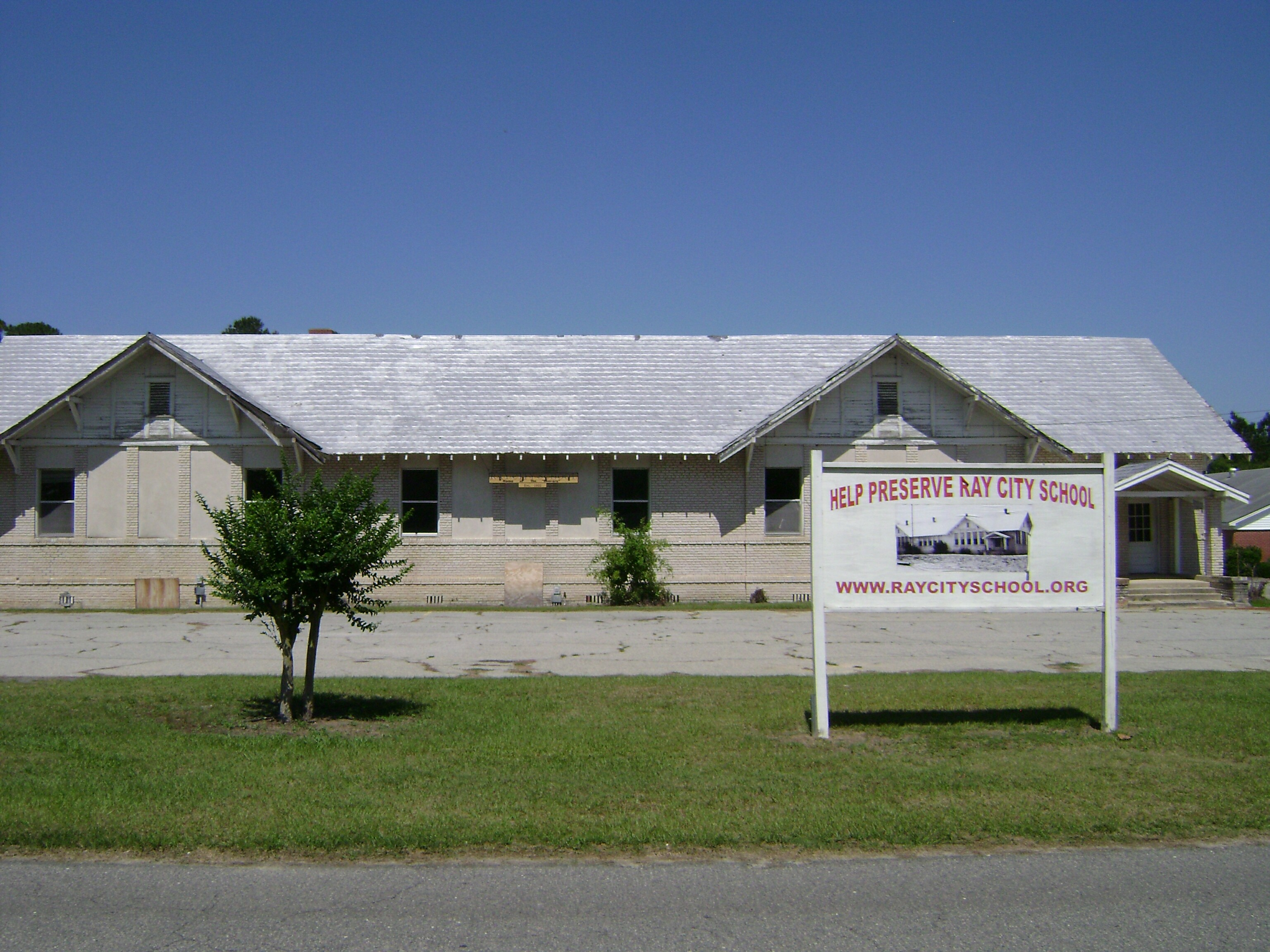
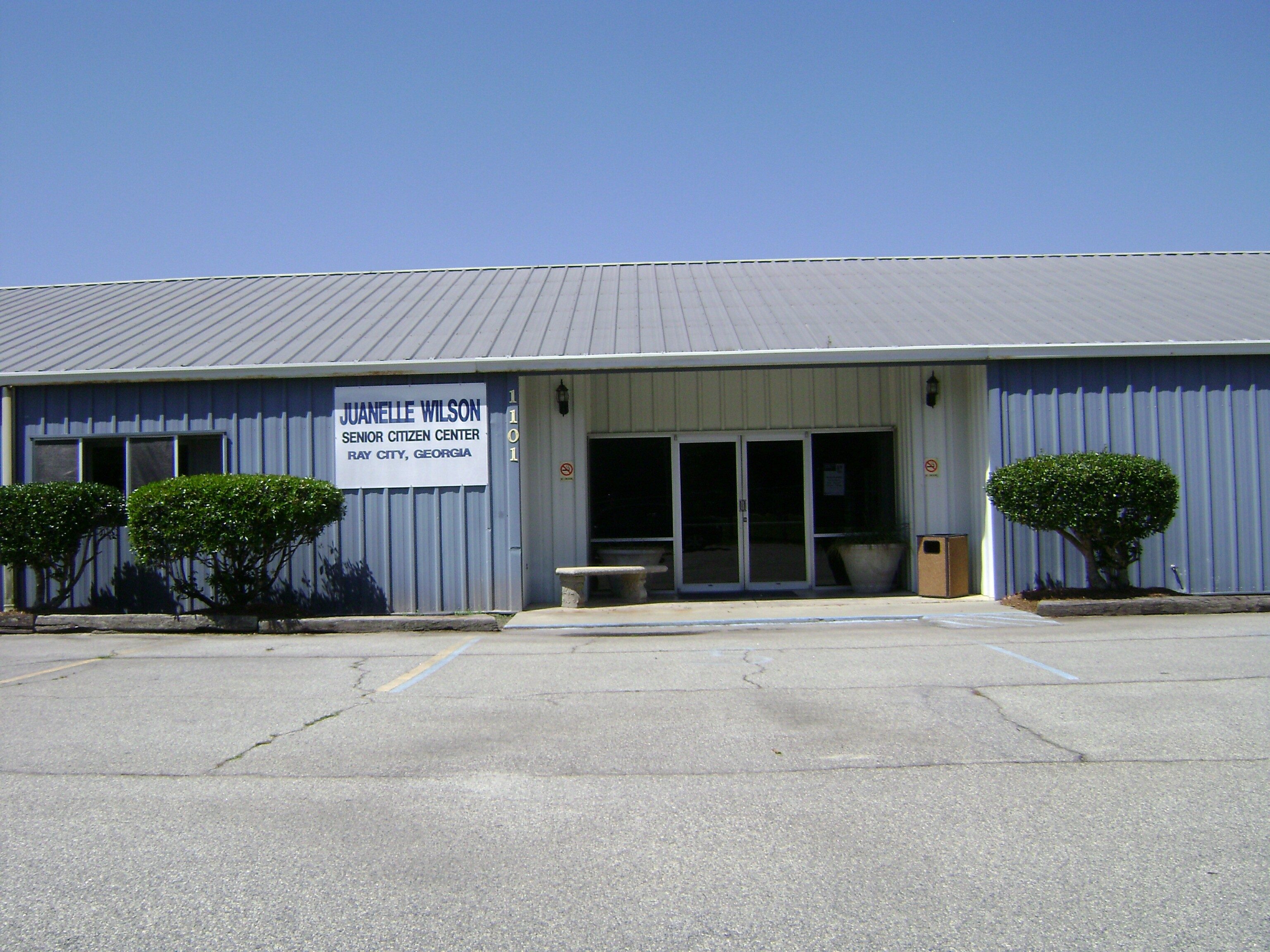
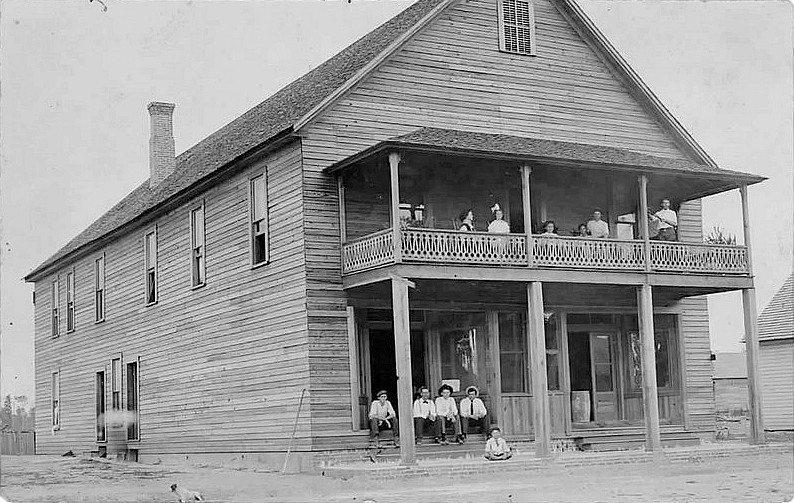
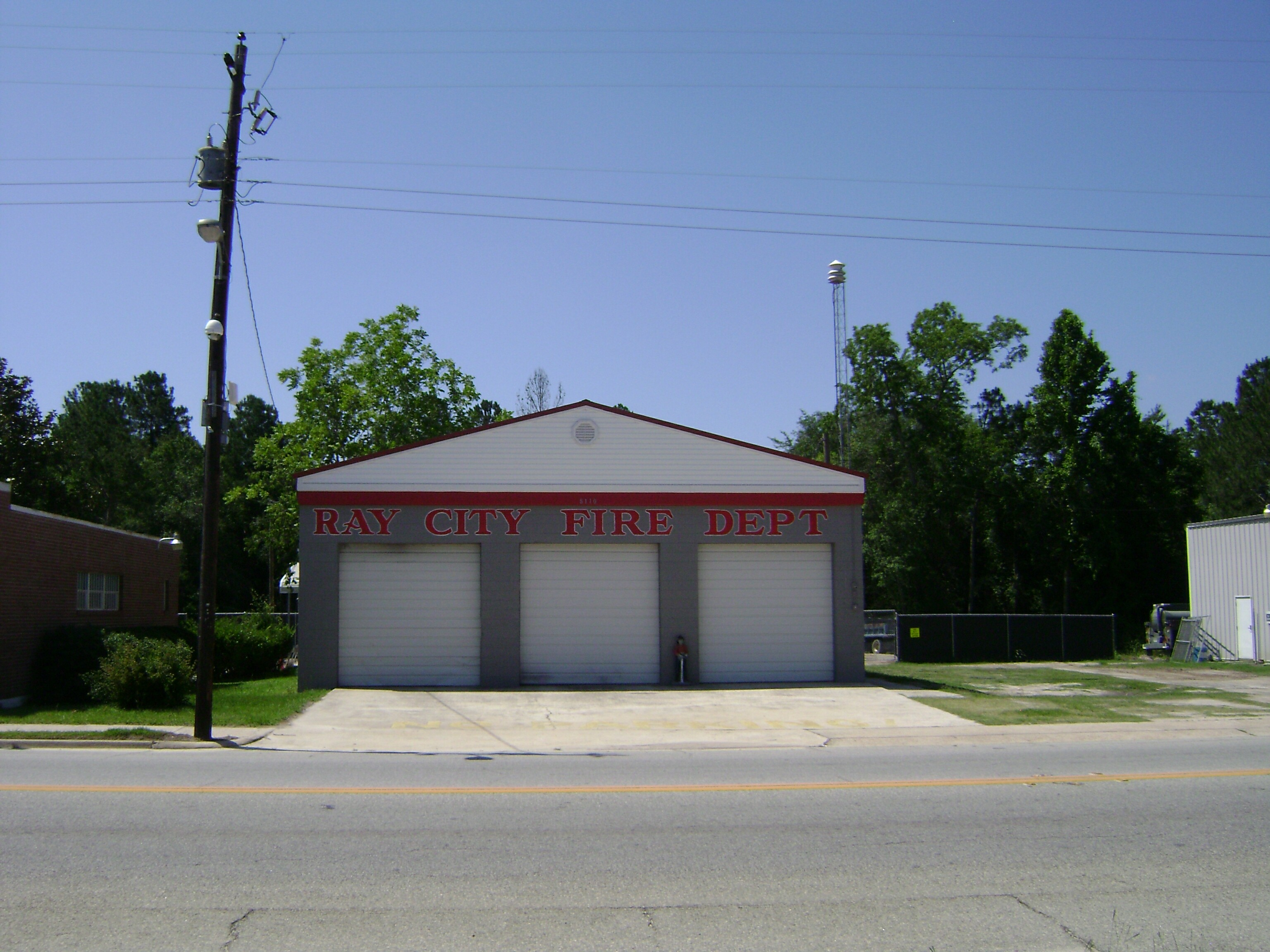

## أعلام
- بيل ستريكلاند

## وصلات خارجية
- http://www.raycityga.com/
- Cities & Counties - Georgia.gov